# Alpine A350
Chronologie des modèles (1968)
Alpine A500
L'Alpine A350 est une monoplace de Formule 1 conçue par l'ingénieur Richard Bouleau pour le compte du constructeur français Alpine. Équipée d'un moteur V8 Renault-Gordini, l'A350 est testée par le Belge Mauro Bianchi sur les circuits de Zolder et de Zandvoort, dans l'optique d'un engagement en Formule 1 lors du Grand Prix de France 1968.
Le moteur Renault-Gordini dispose d'une puissance de 310 chevaux à 7 500 tr/min, rendant 110 chevaux au bloc Ford-Cosworth, le moteur le plus puissant du plateau. Cet écart pousse Renault à mettre un terme au projet et à ordonner la destruction de l'A350. 